# Cixius dislogica
Cixius dislogica är en insektsart som beskrevs av Kramer 1981. Cixius dislogica ingår i släktet Cixius och familjen kilstritar. Inga underarter finns listade i Catalogue of Life.